# Zac Brown Band
Zac Brown Band (сокращённо ZBB, «Группа Зака Брауна» (англ.)) — американская кантри-группа из города Атланта, штат Джорджия. Состав группы: Зак Браун (лидирующий вокал, гитара), Джимми Де Мартини (скрипка, вокал), Джон Дрискелл Хопкинс (бас-гитара, банджо, укулеле, контрабас, вокал), Кой Боулз (гитара, орган), Крис Фрайар (барабаны), Клэй Кук (гитара, орган, мандолина, педал-стил-гитар, вокал), Дэниел де Лос Рэйос (перкуссия, вокал), Мэтт Мангано (бас-гитара), Кэролайн Джонс (гитара, клавиши, гармоника, вокал).
Группа, добившаяся всеамериканской известности в 2008 году, до этого времени существовала как одна из наиболее часто концертирующих команд (по 200 концертов ежегодно по всем Соединенным Штатам). С 2004 по 2008 год группе удалось самостоятельно продать 30 тысяч экземпляров своих ранних альбомов, выпущенных на независимых лейблах.

## История группы

### Ранняя история
Зак Браун, одиннадцатый из двенадцати детей в семье, вырос в г. Далонега, штат Джорджия. Начал играть на гитаре в подростковом возрасте. Прежде чем образовать группу в 2004 году, Зак несколько лет выступал как соло-артист, обладающий энциклопедическими познаниями в области поп-музыки.
Первый альбом группы «Far From Einstyne» вышел в 2004 году, годом спустя записан второй — «Home Grown» (дата выхода — 16 декабря 2005 года). Этот альбом назван так же, как детский некоммерческий лагерь, основанный Заком Брауном для «воспитания (в детях) индивидуальности, свободы, коллективизма, чувства социальной справедливости (…), а также обучения музыке и искусствам». Лагерь существовал на доходы от продажи альбомов. Зак Браун, объясняя свой филантропический порыв, говорил: «Я благодарен судьбе за то, что имею. И понимаю, что это — во многом аванс, дающий возможность быть в дороге (с концертами). Я всегда держу это в голове. Хочется оставить что-то хорошее после себя». Позже название «Home Grown» закрепилось и за звукозаписывающим лейблом Брауна.
Во время гастрольных поездок по стране «Zac Brown Band» открывают концерты таких знаменитостей, как «Allman Brothers Band», Этты Джеймс, Би Би Кинга, «Lynyrd Skynyrd», Вилли Нельсона, «Sugarland», Трэвиса Тритта и «ZZ Top». 3 января 2007 года выходит концертный альбом «Live From The Rock Bus Tour».

### Контракт с Atlantic, альбом The Foundation
В 2008 году группа подписывает контракт с Live Nation Records и получает возможность выпускаться мэйджор-лейблом Atlantic. Первый сингл группы — песня «Chicken Fried» — была написана ещё в 2003 году (авторы Зак Браун и Уайатт Дюретт), в тот период, когда Зак ещё играл соло в одной из таверн Атланты. «ZBB» впервые записали эту песню для своего альбома «Home Grown», а в 2006 году версию этой песни записала группа «The Lost Trailers». Песня попала на кантри-радиостанции, хоть и совсем ненадолго: «The Lost Trailers» решили не выпускать её в качестве сингла, когда узнали, что Зак Браун хочет выпустить «Chicken Fried» самостоятельно. Как бы то ни было, для своего дебюта на мэйджор-лейбле «Zac Brown Band» перезаписывают эту песню заново. Она попадает на радио в 2008 году и возглавляет кантри-чарты США, заняв также 20-е место в Billboard Hot 100. Это был первый дебютный сингл, возглавивший хит-парады музыки «кантри» с 2006 года (28 июня 2010 года сингл имел уже дважды платиновый статус).
Альбом «The Foundation» (в названии — намек на «дело жизни» Зака — благотворительное общество) вышел 18 ноября 2008 года и дебютировал на 17-м месте в Billboard 200 и на третьем — в кантри-чарте. Только в январе 2009 года к группе присоединился шестой участник — мультиинструменталист Клэй Кук, известный больше всего по работе с Джоном Мейером.
Следующие синглы — «Whatever It Is» (2-е место в кантри-чарте, 26-е в Billboard Hot 100) и «Toes» (соответственно 1-е и 26-е места) — укрепили успех всего альбома — весной и летом 2009 года он вновь начал подниматься вверх в хит-парадах, в итоге достигнув 11-й строчки в Billboard 200 и 2-й — в списке кантри-альбомов (сентябрь 2009 года). На данный момент альбомом получен трижды платиновый статус — продано более трёх миллионов копий. 4 августа 2009 года выпущен концертный EP группы «Live From Bonnaroo» (20-е место в кантри-чарте и 95-е в Billboard 200). В сентябре 2009 года группа переиздает альбом «The Foundation» с бонус-треками. В ноябре 2009 года выходит очередной сингл с этого альбома — «Highway 20 Ride» (также 1-е место в кантри-чарте). Уже в феврале 2010 года, когда группа получила премию «Грэмми», альбом вновь поднялся в чартах и улучшил пиковую позицию (9 место в Billboard 200).
В апреле 2010 года череду синглов с «The Foundation» дополняет баллада «Free». 4 мая 2010 года ZBB выпускают новый концертный альбом (CD + DVD) «Pass The Jar», на котором представлены несколько новых песен и кавер-версии композиций других исполнителей. Альбом дебютировал на 17-м месте в Billboard 200 (как в своё время и «The Foundation») и на 2-м в списке кантри-альбомов.

### Альбом You Get What You Give
7 августа 2010 года начался прием заказов на новый альбом группы «You Get What You Give». Он вышел 21 сентября 2010 года, и 9 октября дебютировал на 1-м месте Billboard 200, возглавив также и хит-парад кантри-альбомов. В первую неделю продано 153 000 дисков. Сингл «As She’s Walking Away» (дуэт с кантри-ветераном Аланом Джексоном) 20 ноября 2010 года возглавляет хит-парад кантри-синглов, занимая параллельно 34-ю строчку в Billboard Hot 100. Следующий хит с альбома — баллада «Colder Weather» — также становится кантри-хитом № 1 (29 место в Billboard Hot 100). В мае 2011 года в хит-парады попадает ещё один номер-дуэт с «You Get What You Give» — песня «Knee Deep», записанная совместно с Джимми Баффеттом. С легендой американского софт-рока ZBB сработались во время совместного выступления в рамках программы Crossroads на канале CMT. В итоге в августе 2011 года «Knee Deep» занимает 1-е место в кантри-чартах, параллельно достигнув наивысшего для ZBB результата в поп-списках Hot 100 (19 место). Сам альбом «You Get What You Give» 13 июля 2011 года получает платиновый статус. Следующим синглом группы стала песня «Keep Me In Mind» с того же альбома, занявшая 1 место в кантри-чартах Billboard в предрождественскую неделю 2011 года (35 место в Hot 100) и продержавшаяся на нём четыре недели. Год завершился выходом на CMT фильма «Zac Brown Band — Live at Red Rocks» (премьера состоялась 10 декабря). Это «живое» выступление в очень живописном «Амфитеатре Колорадо» собрало в сентябре 20 000 зрителей. В фильме представлены пять треков, включая последние хиты и одну новую песню «Sweet Annie».

### 2012, альбомUncaged
Группа встретила новый 2012 год лидерством в кантри-чартах с очередным хитом с альбома «You Get What You Give» — песней «Keep Me In Mind». В конце зимы выпущен и пятый — спокойный номер «No Hurry» (9 июня занимает 2-е место в кантри-чарте Billboard, 50-е в Hot 100). Но главное — группа начинает записывать новый диск. Об этом в своем блоге «проговорился» гитарист Клэй Кук: «Мы гордимся этой записью. Пока не могу об этом много говорить… Вот выйдет — и мы, черт возьми, будем говорить о ней столько, что вы все устанете от нас. А пока… всё, что могу сказать — „мы сделали нашу новую запись“!» По признанию Кука, новые песни — действительно абсолютно новые, и группа прежде не играла их на концертах, в отличие от номеров с предыдущего альбома.
6 мая 2012 года на сайте группы было объявлено, что новый альбом под названием «Uncaged» выйдет 10 июля 2012 года. Одновременно с анонсом начались продажи через iTunes Store первого сингла с нового альбома — «The Wind». Это самая темповая песня, выпущенная группой в качестве сингла, на стыке с музыкой блюграсс. 3 июля 2012 года состоялась премьера мультипликационного клипа на песню, снятого известным режиссёром Майком Джаджем. В остроумном клипе Заку отведена роль Робо-Рэднека (робота-деревенщины), который одинаково хорошо управляется с гитарами, огнестрельным оружием, топорами, внедорожниками и спиртным.
В клипе «The Wind», анонсах нового альбома и летних концертов Zac Brown Band предстает уже группой из семи человек: ещё одним официальным членом группы становится перкуссионист кубинско-пуэрто-риканского происхождения Дэниэл де лос Рэйес. Он и прежде играл с группой на концертах и записях, но официально вошел в состав 25 апреля 2012 года.
Альбом «Uncaged» дебютирует в хит-парадах журнала Billboard 28 июля 2012 года на первом месте. Более того, этот дебют стал самым удачным для группы: в первую неделю продано 265 000 альбомов, хотя эксперты прогнозировали не более 220 000. На следующей неделе «Uncaged» опустился на вторую позицию, но спустя ещё семь дней вновь возглавил хит-парады. Разумеется, в кантри-чартах лидерство этого альбома также было безоговорочным, хотя нельзя не заметить, что значительная часть новых песен Зака Брауна и Компании выходят за границы кантри-стандартов, представляя собой чистый рок, соул или регги. Сам Браун этого и не скрывал, ещё накануне выхода альбома называя его «кантри-южнороково-блюграсс-регги-джем-записью» и отмечая, что все на альбоме сделано «для того, чтобы народ танцевал».
Между тем, сингл «The Wind», несмотря на «правильные» корни, оказался первой коммерческой осечкой ZBB в кантри-чартах, не пробившись даже в первую десятку (высшее достижение — 11-е место в Top Country Songs 15 сентября 2012 года и 70-е место в Hot 100). В октябре 2012 атаку на хит-парады начал второй сингл с альбома — баллада «Goodbye In Her Eyes». Её результат был заметно лучше: 5 место в кантри-чарте Billboard 22 декабря и параллельно 48-е — в Hot 100, но нельзя не признать, что и эти позиции не могут сравниться с прошлыми коммерческими достижениями синглов ZBB. 20 — 21 октября 2012 года группа организовала в Чарльстоне, Южная Каролина традиционный фестиваль музыки и еды Southern Ground (так теперь называется и рекорд-лейбл Брауна). Концерт, на котором выступили сами ZBB, Джон Мейер, Грейс Поттер, The Avett Brothers и многие другие, собрал десятки тысяч фанов хорошей «живой» музыки. В конце 2012 года критик Billboard Чак Дофин поместил «Uncaged» на второе место в списке лучших кантри-альбомов года. К декабрю альбом преодолел 700-тысячный рубеж продаж в США.
«Курортный» сингл «Jump Right In» (песня написана Брауном совместно с Джейсоном Мразом) стартовала ближе к летнему сезону-2013, но к 3 августа забралась только на 13-е место в Hot Country Songs журнала Billboard (высшая позиция в Hot 100 — 53-я). Осенью 2013 года группа запустила ещё один сингл с Uncaged под названием «Sweet Annie» (клип на эту песню был снят на основе видео со свадьбы гитариста группы Коя Боулза и его избранницы Кайли). Сингл занимал на 6 место в кантри-чартах по состоянию 25 января 2014 года (47-е в Hot 100 28 декабря 2013 года).

### The Grohl Sessions
10 декабря 2013 года вышел в продажу на iTunes новый релиз ZBB — альбом «The Grohl Sessions Vol.1». Его продюсером стал фронтмен группы Foo Fighters, барабанщик легендарной группы Nirvana Дэйв Грол. Он также сыграл на барабанах на некоторых треках этих «живых» сессий. Учитывая особенности сотрудничества, сам Грол в промоинтервью признавался, что вряд ли слышал прежде группу, которая может сравниться с группой Зака Брауна.
Гитарист Клэй Кук отметил, что этот проект был во многом студийным экспериментом, когда группа по ходу сессии фактически «постоянно писала и переписывала» каждую из песен.
На рождественской неделе 2013 года EP «The Grohl Sessions Vol.1» вошёл в хит-парад Billboard 200 (25 место) и Billboard Top Country Albums (5 место).
В апреле 2014 года группа пополнилась восьмым участником, которым стал бас-гитарист Мэтт Мангано. При этом Дрискелл Хопкинс стал мультиинструменталистом, взяв банджо, укулеле, контрабас.
25 июля 2014 года представлен официальный видеоклип на песню «All Alright». Группа отказалась от обилия визуальных эффектов в пользу студийных кадров.

### Greatest Hits… So Far
8 октября 2014 года было объявлено о начале приема заказов на первую антологию лучших песен ZBB, которая получила название «Greates Hits… So Far». Сборник включает в себя 14 песен, расположенных в порядке попадания в хит-парады. 11 из них становились кантри-хитами № 1. Начало продаж сборника — 10 ноября 2014 года.
29 ноября 2014 года сборник дебютировал в Billboard 200 на скромном 20 месте. В кантри-чартах альбом занял 5-е место.

### 2015,Jekyll + Hyde
2015 год группа начала с выпуска нового сингла «Homegrown», который можно считать возвратом к более простой для восприятия и хитовой музыке. Песня выпущена 12 января, клип в поддержку не предполагался (позже выпущено «лирик-видео»), но и без него песня к концу марта добралась до 2-го места в Hot Country Songs (и 1-го в ротации на радио), а к апрелю — до 35-го в поп-чартах Billboard. Живое исполнение этой песни можно увидеть в записи с шоу Jimmy Kimmel Live, где группа играла в новом составе, а Зак выглядел заметно похудевшим.
В марте вышел второй сингл с будущего альбома — «Heavy Is The Head» (дуэт с Крисом Корнеллом) — рок-номер, занявший первую строчку в Billboard Mainstream Rock Songs.
Новый альбом группы «Jekyll + Hyde» анонсирован к выходу 28 апреля. В первую же неделю продано 228 000 экземпляров альбома, что гарантировало ему 1 место в Billboard 200.
4 мая 2015 года вышел третий сингл с альбома — «Loving You Easy». В конце августа песня добралась до 4-й позиции кантри-чарта Billboard (40 позиция в поп-списках).
4 ноября 2015 года на 49-й церемонии вручения CMA Awards группа представила танцевальный номер «Beautiful Drug» с альбома «Jekyll + Hyde». Выступление на церемонии было примечательно очередной корректировкой имиджа Зака: фронтмен группы впервые предстал без своих знаменитых головных уборов. Песня мгновенно взлетела в Топ-25 кантри-чарта Billboard (ко 2 апреля 2016 года добралась до №5 в Hot Country Songs), хотя, строго говоря, к классическому кантри «Beautiful Drug» отнести сложно.
2016 год прошел для группы в концертах и новых сессиях звукозаписи. Единственное попадание в хит-парады - с песней "Castaway" (№17 в кантри-чартах, №14 в эфире кантри-радио, №96 в Hot 100).

### Welcome Home
3 февраля 2017 года ZBB анонсировали выход нового альбома «Welcome Home». Релиз намечен на 12 мая, это первый альбом группы на Southern Ground/Elektra Records. 2 февраля выходит первый сингл с будущего альбома, баллада "My Old Man" в классическом стиле первых альбомов группы. Уже на вторую неделю после попадания в кантри-чарты песня достигла 10 места, но потом провалилась в третий десяток.
Начиная с "Welcome Home" заметна ориентация группы не продвижение альбома через YouTube, а не с помощью классических синглов. 9 марта поклонники группы увидели на YouTube еще одно lyric video на песню с будущего альбома - "Real Thing", а уже 8 апреля выходит lyric video на песню "Family Table". 21 апреля - премьера еще одного "текстового клипа" - "All The Best", а 3 мая выходит видео с текстом песни "Roots". Все эти релизы не были замечены в хит-парадах ("Roots" - только 39 место в Hot Country Songs), но набрали по нескольку сот тысяч просмотров на YouTube. Группа также активно использует сервис "прямого эфира" на YouTube для анонса новых песен.
После выхода "Welcome Home" альбом занимает 1 место в кантри-чартах Billboard и 2-ю позицию в главном хит-параде альбомов Billboard 200 (выпуск журнала от 3 июня). По информации издания, в первую неделю продаж (к 18 мая) пятый студийный альбом группы разошелся тиражом 146 000 экземпляров. Это меньше, чем у всех предыдущих альбомов группы, за исключением дебютного "The Foundation".
"10-песенный "Welcome Home", спродюсированный Дэйвом Коббом, в музыкальном смысле демонстрирует возвращение группы к своему более органичному, акустическому саунду, заданному альбомом "The Foundation", - пишет Billboard.
12 мая, в день старта продаж альбома, ZBB отправляются в американское турне, которое стартует в родной Атланте.

### The Owl
Спустя два года после возврата к классическому кантри-звучанию на альбоме "Welcome Home" Зак Браун и Ко сумели по-настоящему удивить свою традиционную аудиторию - но это удивление нельзя назвать позитивным. 20 сентября 2019 года вышел шестой студийный альбом ZBB, названный "The Owl" ("Сова"). Ему предшествовали несколько клипов на YouTube. Первым официальным синглом до момента выхода альбома стала песня "Someone I Used To Know", и уже в ней зазвучали первые приметы будущего альбома: большое количество электронных музыкальных партий. Сингл занял лишь 23-е место в кантри-чартах Billboard - это лишь немногим лучше, чем экспериментальный сингл "All Alright" с EP "Grohl Sessions". В июле 2019 была выпущена в качестве диджитал-сингла более традиционная песня "Living Love Behind", но к моменту выхода альбома о ее успехах в хит-парадах не сообщалось.
На альбоме "The Owl" почти не осталось традиционной кантри-музыки. Зак Браун, переживший в 2018 году развод с женой, назвал песни с этого альбома "личными" и "очень тяжелыми" . Звук альбома формировался в сотрудничестве с такими звездами электронной музыки как Skrillex, Max Martin, Ryan Tedder, Benny Blanco, Jason "Poo Bear" Boyd. Традиционалисты этих экспериментов не приняли, в кантри-обзорах альбом получил в основном разгромные рецензии, критики сравнивают звучание новых песен ZBB с музыкой сайд-проекта Зака Брауна Sir Rosevelt, на единственном альбоме которого (2016 год) также было много электроники. Впрочем, негатив критиков не помешал альбому "The Owl" дебютировать на высоком 2-м месте в Billboard 200 и возглавить хит-парад кантри-альбомов, но продавался он в первую неделю всё же в полтора раза хуже предыдущего альбома группы (при тех же позициях в хит-параде) - раскуплено всего 99 000 экземпляров .
Параллельно Зак Браун выпустил сольный альбом из семи песен "The Controversy", в саунде которого вообще практически не осталось "живых" инструментов.

### 2020-е
На 15 октября 2021 года запланирован выход седьмого студийного альбома группы «The Comeback». 11 июня был выпущено первое видео с песней "Slow Burn". Но по-настоящему большие ожидания были возложены на песню "Same Boat", очень напоминающую самый первый сингл группы, "Chicken Fried". Возврат к корням в целом принес результаты: "Same Boat" стала первым хитом № 1 для ZBB на кантри-радио с 2016 года (по продажам - 8 место в кантри-чартах и 48 в Hot 100). Сам альбом, однако, дебютировал лишь на 27 месте в хит-параде "Биллборд" (и № 3 в списке кантри-альбомов). Позже, на deluxe-издании альбома некоторые песни стали дуэтами. Блэйк Шелтон появился в песне "Out In The Middle" (22 место в кантри-чартах, 12-е - на кантри-радио, 86-е - в Hot 100), Коди Джонсон - в "Slow Burn", Ингрид Андрес - в "Wild Palomino", Джеймс Тейлор - в "Us Against the World", Джимми Баффетт - в "Stubborn Pride", Джейми Джонсон - в "Same Boat". Обилие громких имен ситуацию не исправило: альбом был в чартах лишь в течение восьми недель.
3 ноября 2022 года к группе официально присоединяется первая женщина: девятым членом коллектива стала Кэролайн Джонс - певица, гитаристка, автор песен, которая записывалась на студии Зака Брауна Southern Ground и пять лет ездила с ZBB в качестве поддерживающего артиста, открывая шоу Zac Brown Band. 

## Стиль
Музыка группы характеризуется гармоничным сплавом классического и современного кантри, элементов южного рока, регги, а также высоким мастерством инструменталистов, которое ещё более возросло с приходом Кука, де лос Рэйеса и Мангано. Критики журнала «Биллбоард» отмечают безусловный талант Зака Брауна как вокалиста и сочинителя, но порой сетуют на недостаток оригинальности в темах песен и аранжировках. Вместе с тем, частые концерты по всем Соединенным Штатам, а также в Канаде, сформировали ZBB огромную армию фанатов, которая знала наизусть многие песни группы ещё до их выхода на дисках.
Начиная с альбома "Uncaged", музыка ZBB выходит за пределы кантри-жанра, а на "Jekyll + Hyde" появляются даже танцевальные вещи с электронными эффектами, свинговые номера, блюзовые и соул-баллады. А на альбоме "The Owl" звук практически перетекает в танцевальный поп. Альбом "The Comeback", как и следует из названия, возвращает группу к старому звучанию.

## Награды
В 2009 году Zac Brown Band удостоены пяти номинаций Ассоциации кантри-музыки — «лучшие дебютанты года» (победа), «вокальная группа года», «песня года», «сингл года» и «лучшее музыкальное видео года» за клип к «Chicken Fried». Кроме того, телекомпания CMT (Country Music Television) присвоила группе награду USA Weekend Breakthrough Video of the Year за песню «Chicken Fried». Академия кантри-музыки в том же году назвала ZBB лучшей вокальной группой (плюс номинация «Лучший дебютант»).
28 февраля 2010 года ZBB выступили на ежегодной церемонии вручения премий Grammy и сами были удостоены этого приза в номинации «Лучший новый артист». Другие номинации группы — «Лучший кантри-дуэт/группа» и «Лучший кантри-альбом».
В мае 2010 группа была номинирована CMT в двух категориях — «Лучшее видео года» («Toes») и «Лучшее видео группы» («Toes» & «Highway 20 Ride»).
Череда наград продолжилась и в 2011 году, хотя второй альбом группы в целом принес чуть меньший урожай призов. На очередной церемонии Grammy ZBB номинированы в четырёх категориях, но взяли только приз за лучший кантри-дуэт — песню «As She’s Walking Away», записанную совместно с Аланом Джексоном. Этот же сингл взял приз «Вокальное событие года» на церемонии вручения Country Music Awards (всего у группы — 5 номинаций). В июне 2011 года совместное исполнение Джимми Баффеттом и Zac Brown Band классического хита Баффетта «en:Margaritaville» было названо телекомпанией CMT лучшим выступлением года (награда CMT Performance of the Year).
Осенью 2011 года ZBB номинированы сразу по восьми категориям в самой молодой американской церемонии награждения кантри-исполнителей — en:American Country Awards. Впрочем, в итоге группе не досталось ни одной награды ACA. В том же 2011 году были номинации (но не победы!) в других популярных американских церемониях — American Music Award и Country Music Association Awards.
2012 год принес ещё две номинации в церемонии CMA Awards: коллективу отдали дань уважения как вокальной группе и включили совместную песню Алана Джексона и ZBB «Dixie Highway»(с альбома Джексона «Thirty Miles West») в список музыкальных событий года.
2013 год стартовал удачно: 10 февраля 55-я церемония вручения премий Grammy принесла группе первую награду в номинации «Лучший кантри-альбом». Это была единственная номинация ZBB на главную премию года. 13 февраля было объявлено, что группа претендует на две премии ACM Awards: песня «The Wind» заявлена в номинации «лучшее видео», и уже в пятый раз подряд группу номинируют на звание «лучшей вокальной группы года».

## Дискография

### Студийные альбомы
- 2004 — «Far from Einstyne» (выпущен самостоятельно)
- 2005 — «Home Grown» (выпущен самостоятельно)
- 2008 — «The Foundation» (лейбл Atlantic/Home Grown/Big Picture)
- 2009 — «The Foundation» (переиздание с бонус-треками, лейбл Cracker Barrel)
- 2010 — «You Get What You Give» (Atlantic/Home Grown/Big Picture)
- 2012 — «Uncaged» (Atlantic/RPM/Southern Ground)
- 2015 — «Jekyll + Hyde» (Southern Ground/BMLG/Republic/John Varvatos Records)
- 2017 — «Welcome Home»
- 2019 — «The Owl»
- 2021 — «The Comeback»

### Мини-альбомы
- 2014 — «The Grohl Sessions Vol.1» (EP)

### Концертные альбомы
- 2007 — «Live from Rock Bus Tour» (концертный альбом, лейбл Home Grown)
- 2009 — «Live from Bonnaroo» (концертный EP, лейбл Atlantic/Home Grown/Big Picture)
- 2010 — «Pass the Jar» (концертный CD + DVD, лейбл Atlantic/Home Grown/Big Picture)

### Сборники
- 2014 — «Greatest Hits… So Far» (сборник, лейбл Atlantic Records/Southern Ground)